# 坂口裕一
及川 裕一（おいかわ ゆういち、1983年5月6日 - ）は、地方競馬の岩手県競馬組合・水沢競馬場村上昌幸厩舎所属の騎手である。勝負服の柄は胴黄・黒縦縞、袖黒・黄二本輪。神奈川県出身。血液型A型。地方競馬教養センター騎手課程第77期生。

## 来歴・人物
2003年3月31日付けで地方競馬騎手免許を取得。同年4月19日第2回水沢競馬1日目第2競走C2条件戦スプリングナントで初騎乗（10頭立て4番人気10着）。同年5月10日第3回水沢競馬4日目第6競走C2条件戦をギガンティックで優勝し、12戦目で初勝利（10頭立て4番人気）。
2003年9月7日第7回水沢競馬2日目第10競走第4回ムーンライトカップをグッドフィールで優勝（10頭立て8番人気）し、特別初制覇。
2005年佐賀競馬場に冬季遠征騎乗を行った。佐賀競馬で1勝。
2008年12月23日第11回水沢競馬6日目第2競走C2二組条件戦をコンゴウフクフクで優勝（10頭立て1番人気）し、1480戦目で地方競馬通算100勝達成。
2009年4月2日、2008 IWATE KEIBA AWARDSでフェアプレー賞を受賞した
2025年2月5日、旧姓の『坂口』から現姓の『及川』へと変更された。
地方通算成績は5034戦458勝・2着484回・3着486回・勝率9.1%・連対率18.7%（2014年11月11日現在）

## 主な騎乗馬
- コンゴウプリンセス（2009年ひまわり賞）
- クレムリンエッグ（2012年白嶺賞）
- ザドライブ（2013年あすなろ賞）
- ナムラタイタン（2014年赤松杯、シアンモア記念、一條記念みちのく大賞典、北上川大賞典、2015年赤松杯、岩鷺賞、青藍賞、絆カップ、桐花賞、2016年赤松杯、シアンモア記念、桐花賞）
- シルクアーネスト（2014年岩手県知事杯OROカップ、秋嶺賞）
- シェイプリー（2015年フェアリーカップ）
- スフィンクス（2015年栗駒賞）
- サカジロヴィグラス（2016年早池峰スーパースプリント）
- ブレシアイル（2017年ビギナーズカップ）
- メイショウオセアン（2017年岩鷲賞）
- マリーグレイス（2018年若鮎賞）
- エンパイアペガサス（2019年白嶺賞）
- マイランコンドル（2020年ウイナーカップ）
- リュウノシンゲン（2020年ビギナーズカップ、若鮎賞、寒菊賞、2021年金杯、スプリングカップ、ダイヤモンドカップ、東北優駿）
- ステイオンザトップ（2022年一條記念みちのく大賞典）
- ルーンファクター（2023年やまびこ賞、不来方賞）
- ミヤギシリウス（2024年あやめ賞、ウイナーカップ）
- グランコージー（2024年赤松杯）

出典: